# 스웨덴의 비르지타
스웨덴의 비르지타(1303년 - 1373년 7월 23일) 또는 바드스테나의 (크로스테르쉬르카)비르지타는 로마 가톨릭교회의 성인이자 신비가이다. 남편을 여읜 후, 수도원에서 극도로 엄격한 생활을 하던 중 수많은 환시와 계시를 받았다고 전해진다. 이러한 계시에 따라 그녀는 1344년에 비르지타회(삼위일체회)를 창립하였다. 비르지타의 딸 바드스테나의 가타리나 역시 수녀가 되었으며, 훗날 시성된다.
스웨덴의 비르지타는 누르시아의 베네딕토, 치릴로와 메토디오, 시에나의 가타리나, 에디트 슈타인과 더불어 유럽의 공동 수호성인이기도 하다.

## 생애
스웨덴의 비르지타는 스웨덴 우플란드의 총독 겸 법률 암송가였던 비르겔 페르손과 그의 두 번째 아내이자 벨보 왕조의 방계 혈족인 잉그보르그 벵츠도터 사이에서 태어난 딸이다. 어머니를 통해서 비르지타는 일찍이 스웨덴의 왕실과 깊은 관계를 맺을 수 있었다.
1316년 13세가 된 비르지타는 울바사 가문 출신에 나르케의 영주인 울프 구드마손과 결혼하여 딸 넷과 아들 넷을 포함해 총 여덟 명의 자녀를 두었다. 당시로서는 드물게 자녀 모두 유아기를 무사히 넘겼으며, 그 가운데 하나가 스웨덴의 가타리나이다. 브리지타의 거룩한 생활과 자선활동은 곧 온 세상에 그녀의 명성을 떨치게 했다. 그녀는 또한 1341년에서 1343년까지 산티아고 데 콤포스텔라 순례를 함께 떠났던 남편에게 종교적 영향력을 크게 주었다.
1344년 남편 울프를 여읜 비르지타는 오스터고틀란트에 있는 시토회 소속 알바스트라 수도원으로 들어갔다. 그리고 프란치스코 제3회원이 되어 평생을 기도하면서 가난한 사람들과 병자들을 돌보는데 남은 생애 전반을 바쳐 헌신하기도 서원하였다.
비르지타가 신앙 공동체를 세우려는 생각을 갖게 된 시기가 바로 이즈음이었는데, 이 공동체는 나중에 삼위일체회 또는 비르지타회라는 명칭의 수도회가 되었다. 바드스테나에 있는 수도회 본원은 나중에 스웨덴의 마그누스 4세 국왕과 그의 왕비로부터 많은 후원을 받았다.
대략 1350년경 즈음에 비르지타는 자신의 딸 가타리나와 몇몇 사제와 제자들을 대동하고 로마를 방문하였다. 이는 교황으로부터 새로 세운 수도회에 대한 정식 인가를 받는 한편, 당시의 도덕적 기풍을 고양시키기 위한 사명을 띠고 있는 목적을 지니고 있었다. 하지만 당시 로마 가톨릭교회는 서구대이교 문제로 매우 혼란스러운 시기에 처해 있었으며, 비르지타는 오랫동안 프랑스 아비뇽에 머물렀던 교황청이 로마로 돌아오기만을 기다려야 했다.
1370년 교황 우르바노 5세가 로마로 돌아왔지만 교황권을 다시 일으켜 세우려는 과정에 착수하면서 새 수도회를 인가하지는 못했다. 하지만 비르지타는 항상 사람들에게 친절하고 선행을 많이 베푸는 행실을 통해 로마 사람들에게 널리 사랑받았다. 비르지타는 1373년 예루살렘을 순례하는 등 이따금씩 순례 여행을 떠났지만, 대부분의 생활을 로마에서 보냈다. 1373년 7월 23일 비르지타는 로마에서 선종하였으며, 그녀의 유해는 산 로렌초 인 파니스페르나 성당에 안장되었다가 나중에 스웨덴으로 돌아갔다. 1391년 교황 보니파시오 9세는 비르지타를 시성하였으며, 1415년 콘스탄츠 공의회에서 비르지타회가 정식 수도회로 인가되었다.

## 환시
어린 시절부터 비르지타는 특별히 환시와 계시를 자주 체험했던 것으로 알려져 있다. 비르지타가 구술하고 마티아스가 라틴어로 받아 적은 《거룩한 계시(하늘의 계시)》의 내용은 린셰핑의 의전사제와 그녀의 고해사제인 페테르 신부 등이 보증으로 나서면서 중세 시대에 큰 호평을 얻었다. 특히 그녀가 체험한 환시 중에 예수의 탄생 환시는 예수의 탄생을 주제로 다룬 미술 분야에 큰 영향을 끼쳤다. 비르지타는 죽기 바로 전에 스스로 빛을 발하며 누워있는 아기 예수와 금발의 머리카락을 가진 성모 마리아의 모습을 그렸다. 비르지타가 이러한 그림을 그린 이후 곧 수많은 화가가 비르지타의 그림을 따라 묘사하였으며, 아기 예수를 특별히 강조하기 위해 예수를 제외한 나머지 빛의 요소들을 모조리 제거하거나 약화시켰다. 그리하여 예수의 탄생은 바로크 시기 전반에 걸쳐 가장 보편적인 명암 대비 방식(키아로스쿠로)으로 그려졌다. 또한 비르지타는 종종 타오르는 양초의 촛불을 통해 환시의 장면들을 생생하게 체험하였으며, 또한 하늘에 있는 성부의 임재도 느꼈다고 한다.
…성모님께서는 마음속에 큰 존경심을 갖고 무릎을 꿇고 기도하시면서 구유로 몸을 돌리셨다. … 그리고 성모님께서 기도하는 자세로 일어서시자 그분의 뱃속 아기가 움직이는 것을 보았고 그순간 갑자기 성모님께서는 아드님을 낳으셨다. 그 아기로부터 말로 다 표현할 수 없을 정도로 빛과 장엄함이 뻗어 나왔는데, 햇빛도 그것에 비할 수가 없었으며 요셉 성인께서 그곳에 놓아두신 촛불들도 이정도로 눈부신 빛을 내지는 못하였다. 성스러운 빛이 초에서 나오는 물질적인 빛을 완전히 제압해 버린 것이다. … 나는 땅바닥에 누워 알몸 상태로 빛을 뿜어내는 영광스러운 아기를 보았다. 그 몸은 어떤 흙이나 불순물이 전혀 묻어있지 않은 순결한 몸이었다. 나는 또한 천사들의 노랫소리를 들었는데, 그 소리는 놀랍도록 달콤했으며 참으로 경이로울 만큼 아름다웠다.
이러한 환시의 내용이 세상에 알려진 이후, 성 요셉과 성모 마리아가 아기 예수에게 무릎을 꿇고 기도하는 모습(전문용어로 ‘아기 예수 경배’)은 15세기 이래 서양에서 그려진 가장 보편적인 구유 그림 가운데 하나가 되었다.

## 예수 수난 15기도
성녀 비르지타는 예수 그리스도가 끔찍한 십자가 처형을 당할 때 얼마나 많은 고통을 겪었는지 알고자 오랫동안 기도하였다. 하루는 그녀의 기도에 응답하여 예수가 그녀에게 다음과 같이 알려주었다고 한다.
“나는 5,480대의 매를 맞았다. 만일 네가 이 매 맞은 고통과 상처를 공경하고자 한다면 매일 주님의 기도 15번과 성모송 15번을 바치고 이 기도를 1년 동안 바쳐라. 이렇게 실천하는 자에게는 많은 사람에게 회개의 은총을 베풀어 주겠다.”
이 기도는 예수 수난 15기도라는 이름으로 알려져 있다.